# Gary Karr
Gary Karr (ur. 20 listopada 1941 w Los Angeles, zm. 16 lipca 2025) – amerykański kontrabasista i pedagog.

## Życiorys
Był uczniem Udo Demensteina. Początkowo studiował na Uniwersytecie Kalifornijskim w Los Angeles u Hermana Reinshagena, następnie Uniwersytecie Północno-Zachodnim u Warrena Benfielda oraz w Szkole Juilliarda pod kierunkiem Stuarta Sankeya.
Jego kariera solowa rozpoczęła się w 1961, ale przełom nastąpił w 1962, po występie telewizyjnym, kiedy to na zaproszenie Leonarda Bernsteina wystąpił wspólnie z New York Philharmonic w koncercie zarejestrowanym w Carnegie Hall.
Występował jako solista z Chicagowską Orkiestrą Symfoniczną, London Symphony Orchestra, London Philharmonic Orchestra, Montreal Symphony Orchestra, Oslo Philharmonic, Orkiestrą Kameralną w Zurychu oraz ze wszystkimi najważniejszymi orkiestrami w Australii.
W swoim repertuarze miał premierowe utwory, napisane specjalnie dla niego przez m.in. Gunthera Schullera (Koncert na kontrabas), Hansa Wernera Henza (Koncert na kontrabas), Vittorio Gianniniego (Psalm CXXX), Aleca Wildera (Sonata na kontrabas i fortepian oraz Suitę na kontrabas i gitarę), Johna W. Downeya (Koncert na kontrabas), Ketila Hvoslefa (Koncert na kontrabas) czy Roberta Xavierego Rodrigueza (Ursa, Four Seasons na kontrabas i orkiestrę).
W Polsce występował z Polską Filharmonią Kameralną Sopot, z bydgoskim zespołem Capella Bydgostiensis oraz z Orkiestrą Polskiego Radia Amadeus pod dyrekcją Agnieszki Duczmal.
Był uznawany za jednego z najlepszych basistów XX i XXI wieku. Czasopismo Time nazwało go wiodącym światowym kontrabasistą.
W 1967 założył Międzynarodowe Towarzystwo Basistów (ISB), organizację non-profit, zajmującą się promocją i rozwojem gry na basie na całym świecie. Organizacja ta liczy ponad 3000 członków – wykonawców kontrabasistów, nauczycieli, studentów i miłośników z ponad 40 krajów.
Był wykładowcą w Juilliard School, New England Conservatory, Hartt School, na Uniwersytecie Yale, Uniwersytecie Indiany oraz w School of the Arts Uniwersytetu Karoliny Północnej. Opublikował wiele książek instruktażowych dotyczących techniki gry na kontrabasie.
Po 40 latach pracy jako artysta koncertowy, w 2001 roku zakończył karierę, dając ostatni pożegnalny koncert z Vancouver Island Symphony w Indianapolis. W wydarzeniu uczestniczyło ośmiuset basistów z dwudziestu siedmiu różnych krajów. Razem z Harmonem Lewisem, podczas tego koncertu otrzymał nagrodę Distinguished Teacher przyznaną przez ISB. Podczas tego koncertu przekazał w darze Międzynarodowemu Stowarzyszeniu Kontrabasistów, historyczny kontrabas "Amati", na którym grał od początku kariery. Należał on do Siergieja Kusewickiego, a podarowała go mu wdowa – Olga Kusewicka.

## Publikacje
- Gary Karr Doublebass Book - Vol. 1
- Bass-ic Essentials Book 1 - A Tuneful Companion to Gary Karr Doublebass Book, Vol. I
- Gary Karr Doublebass Book - Vol. 2
- Gary Karr Doublebass Book - Vol. 3
- Victor
- Musical Prodigies Perilous Journeys, Remarkable Lives

## Dyskografia
- Poetic Schumann at 39
- Bassically Telemann
- En Aranjuez con tu Amor
- Bach Solo Suites 4, 5, & 6
- Organically Bass – Gary Karr and Harmon Lewis
- Mendelssohn, Songs Without Words - Gary Karr and Harmon Lewis
- Brown Soft Shoe – Gary Karr, Karel Roessingh, Alex Olson, and Joey Smith
- Bach Solo Suites 1, 2, & 3
- Bottesini
- J. S. Bach Gamba - Sonatas (bass and organ)
- Thoroughly Bass
- Pictures At An Exhibition - Mussorgsky
- Music for Violoncello and Doublebass
- Amadeus Chamber Orchestra
- Basso Cantante
- Basso Cantabile
- The Spirit of Koussevitzky
- Adagio d'Albinoni
- We Wish You A Merry Christmas
- Virtuoso - Works for Double Bass & Orchestra
- Spirituals and Foster Songs
- Gary Karr Plays Bach
- Gary Karr Plays Japanese Songs I
- Gary Karr Plays Japanese Songs II
- Ave Maria
- Aprčs un Ręve
- Songs of Prayer
- Dreaming - The Songs of Lori Laitman
- Kol Nidrei
- Berceuse
- Gary Karr Plays Religious Songs and Hymns
- Gary Karr Recital
- John Downey Concerto
- Two Cultures, One Heart
- Virtuoso Double-Bass Concertos
- 1989 – Beyond The Sound Barrier
- Orchestral Masterpieces
- Ricci & Colleagues in Concert
- Adaskin Collection
- Dvorak Doublebass Quintet and The American Quartet
- Hats Off
- Biblical Compositions
- Carnival
- London Double Bass Sound
- 1995 – Virtuoso Works for Double Bass
- 1997 – Paul Ramsier: Compositions for Virtuoso Double Bass
- 2004 – Super Double-Bass: The Artistry of Gary Karr
- 2010 – Gary Karr: Bass Virtuoso
- 2013 – Handel & Barthélemon: European Baroque Masters in London